# Василь Трубай
Васи́ль Труба́й (справжнє ім'я Василь Володимирович Карасьов, народився 6 червня 1952 року в селі Яблунівці Кагарлицького району Київської області) — український прозаїк, поет, драматург, публіцист. Член НСПУ.

## Життєпис
Закінчив Мурманську морську академію.
Три роки ходив у море на риболовецьких траулерах, потім поселився в Обухові, працював начальником зміни на залізниці, вантажником, сторожем на Трипільській ТЕС, заступником редактора районної газети.
З 1998 року на творчій праці.
З 2003 року — викладач кінодраматургії в Інституті екранних мистецтв Київського національного університету театру, кіно і телебачення ім. І. К. Карпенка-Карого.
Учасник першої міжнародної конференції поетів-візуалістів світу в Едмонтоні (Канада), 1997 рік.
Член Національної спілки письменників України.
Проживає в селі Халеп'я Обухівського району Київської області. Одружений з поетесою Антоніною Филонич.
Працює старшим науковим співробітником в Музеї Вікентія Хвойки.

## Творчість

### Окремі книги
Є автором книг:
1. «Кінець світу», оповідання, «Український письменник», «Вир», Київ, 1995.
2. «Зґвалтування реальності», зоропоезії «Гнип», Обухів, 1997.
3. «Я не можу не бути!», художньо-документальна повість, «Задруга», Київ.
4. «Все просто», оповідання, «Гнип», 2003, Обухів.
5. «Натюрморт з котами», Оповідання, повість, роман, «Преса України», Київ, 2013.
6. «Унадився журавель», публіцистика, «Гнип», Обухів, 2015.
7. «Перше кохання Андрія Малишка», біографічно-художнє дослідження, «Задруга», Київ.
8. «Танг», оповідання, повість, «Український письменник», Київ, 2016.
9. «Сім оповідань», «Задруга», Київ, 2017.
10. «Ріка»
11. «Сто тисяч за кохання»
12. Трубай В. Павутина : оповідання. Київ, Видавництво Ліра-К, 2022. 328 с. ISBN 978-617-520-302-6

### Сценарії, п'єси
За його сценаріями зняті художні фільми:
1. «Посилка для Маргарет Тетчер», 1990, режисер Вадим Кастеллі;
2. «Вперед, за скарбами гетьмана!», 1993, режисер Вадим Кастеллі.

Опубліковані сценарії та п'єси:
1. «Сто тисяч за кохання», кіносценарій, збірка «Кіносценарії коронації слова», «Кіно-коло», Київ, 2006.
2. «Сто тисяч за кохання», кіносценарій, часопис «Дніпро», Київ, 2010, число 2, 3.
3. «Заручники», п'єса, часопис «Дніпро», Київ, 2012, число 8.

Неопубліковані сценарії художніх фільмів:
1. «Мумія», 2003.
2. «Тарас Бульба», 2005.
3. «Що з нього буде», 2013.
4. «Срібний монах», 2014.
5. «Никола Сюгай», 2016.
6. «Заручники», 2016.
7. «Вікентій Хвойка», 2017.

### Участь у збірках
Брав участь у колективних збірках:
1. Українська поезія світу «Золотий гомін», 1997, Київ, Головна спеціалізована редакція літератури мовами національних меншин України — «Зоропоезії».
2. Антологія кращих зразків української новелістики «Квіти в темній кімнаті», «Генеза», Київ, 1997 — «Кінець світу», «Оповідання про великого птаха».
3. «Антологія українського жаху», Асоціація підтримки української популярної літератури, «Преса України», Київ, 2000 — оповідання «Яма», «Кінець світу».
4. Вибрана українська проза та есеїстка кінця ХХ століття «Приватна колекція», «Піраміда», Львів, 2002 — зоропоезія, оповідання «Піраміда розвитку», «Оповідання про великого птаха».
5. Альманах «Калинове серце», «Світлиця», Київ, 2007 — «Оповідання про великого птаха».
6. Антологія сучасної малої прози «Сила малого», Луцьк, ПВД «Твердиня», 2008 — оповідання «Натюрморт з котами», «Все просто».
7. Збірник українського соціального оповідання ХХІ століття «Похід через засніжений перевал», «Преса України», Київ, 2013 — оповідання «Танг».

### В періодичних виданнях
Публікації художніх творів у часописах: «Київ»,
«Заповіт»,,
«Однокласник»,
«Авжеж» та інших.
«Сучасність»,
«Дзвін»,
«Кур'єр Кривбасу»,
«Візантійський ангел»,
«Наше життя» англ. «Our life»,
«Зерна»,
«ТО»,
«Дніпро».
Публікації художніх творів у газетах: «Літературна Україна»,
«Літературний Львів»,
«Просвіта»,
«Київська правда»,
«Українська мова та література»,
«Слово просвіти»,
«Українська літературна газета»,
«Нова Неділя».

### Переклади
Іноземними мовами перекладені:
1. Англійською, «Зоропоезії», книга англ. «Rape of reality», «Гнип», 1997.
2. Німецькою, оповідання «Яма», збірка нім. «Die Stimme des Grases», 2000.
3. Англійською, «Зоропоезії», збірка англ. «Poezographia: contemporary visual poetry in Ukrainian», «Родовід», Київ, 2005.
4. Сербською, оповідання «Оповідання про великого птаха», журнал «Вікно», 2008.
5. Чеською, оповідання «Яма», збірка «Україно, давай, Україно!» чеськ. «Ukrajina, davaj, Ukrajina!», 2012.
6. Білоруською, оповідання «Яма», часопис «Дзеяслоу», Мінськ, 2013, число 1.
7. Чеською, стаття «Не від Бога, від Чорта», та зоропоезія «Піраміда розвитку», журнал чеськ. «RozRazil» 45/6, 2013.

Переклав з білоруської:
1. «Пляшчина, або Президент на дереві», Василь Биков;
2. «Русалочка», Олег Аблажей;
3. «Бузкова хмаринка ІІ», Петро Васюченко — антологія сучасного білоруського оповідання «Як риба об лід», Київ, «Просвіта», 2015.

## Громадська діяльність
Керівник творчого об'єднання прозаїків Київської організації Національної спілки письменників України (до 3 квітня 2024).

## Відзнаки
- Володар гран-прі конкурсу «Коронація слова» за сценарій художнього фільму «Сто тисяч за кохання» (2000)
- Дипломант конкурсу «Коронація слова» за п'єсу «Заручники» (2012).
- Лауреат Київської обласної літературної премії імені Григорія Косинки (2003)
- Лауреат літературної премії імені Тодося Осьмачки (2013).